# Gajine (Chorwacja)
Gajine – wieś w Chorwacji, w żupanii licko-seńskiej, w gminie Donji Lapac. W 2011 roku liczyła 116 mieszkańców.